# Njunis
El Njunis és una muntanya a l'interior del sud del comtat de Troms, al municipi de Målselv, Noruega. Amb una alçada de 1.713 metres, és la muntanya més alta en aquesta part del comtat, i té la tretzena prominència més gran de Noruega. La línia d'arbres (bedoll pubescent) arriba fins a 700 metres d'altura en el vessant sud de la muntanya, la línia d'arbres més alta de Troms. Aquest bosc és part del Parc Nacional Øvre Dividal. La cimera de l'OTAN hi té un centre de radar.
El nom de la muntanya és la paraula sami njunis que significa "nas" prominent d'una muntanya.